# Гордєєво (Калузька область)
Гордєєво (рос. Гордеево) — присілок в Боровському районі Калузької області Російської Федерації.
Населення становить 44 особи. Входить до складу муніципального утворення Муніципальне утворення присілок Асенєвське.

## Історія
До 1944 року населений пункт належав до Московської області. Від 1944 року в складі Калузької області.
Від 2004 року входить до складу муніципального утворення Муніципальне утворення присілок Асенєвське.

## Населення
| 2002 | 2010 |
| ---- | ---- |
| 16   | ↗44  |